# Ephemerum subaequinoctale
Ephemerum subaequinoctale là một loài rêu trong họ Ephemeraceae. Loài này được Broth. mô tả khoa học đầu tiên năm 1906.